# Raúl Prieto (actor)
Raúl Prieto Velázquez (Valencia, 26 de febrero de 1976) es un actor español conocido por sus papeles en series como Sin identidad, Velvet Colección o 4 estrellas.

## Biografía
Raúl nació en Valencia y se mudó siendo muy pequeño a Salamanca, donde desarrolló su infancia y, tiempo más tarde, estudió Ciencias de la Información en la Universidad Pontificia de Salamanca, antes de embarcarse en la interpretación.
En sus primeros años participó en series como Los Serrano, Un paso adelante, Génesis: En la mente del asesino o LEX.
En 2008 consigue su primer papel en La Señora para interpretar a Salvador, el hermano de Ángel (Rodolfo Sancho). 
En 2017 ficha para la segunda temporada de Velvet Colección interpretando a Rafael Cortes "El Aguja".
En 2023 participa en La chica de nieve para Netflix y en Las noches de Tefía de Atresplayery se anuncia que va a formar parte del reparto de 4 estrellas, la nueva serie diaria de La 1 junto con Toni Acosta, Dafne Fernández, Alejandro Albarracín y Marta Aledo, entre otros.

## Filmografía

### Cine
| Año  | Título                     | Personaje     |
| ---- | -------------------------- | ------------- |
| 2003 | La fiesta                  | Javi          |
| 2005 | Me estoy quitando          | Cliente 1     |
| 2005 | Sinfín                     | Punky         |
| 2011 | Nos veremos en el infierno |               |
| 2016 | Que Dios nos perdone       | Bermejo       |
| 2016 | La furias                  | Técnico radio |
| 2018 | Luz azul                   | V             |
| 2018 | El desentierro             | Richi         |
| 2019 | El silencio del pantano    | Nacho         |
| 2019 | Madre                      | Ramón         |
| 2021 | Donde caben dos            | Ricardo       |

### Televisión
| Año         | Título                           | Personaje                       | Cadena               | Notas         |
| ----------- | -------------------------------- | ------------------------------- | -------------------- | ------------- |
| 2004        | Los Serrano                      |                                 | Telecinco            | 1 episodio    |
| 2005        | Un paso adelante                 | Ligue de Ingrid                 | Antena 3             | 1 episodio    |
| 2006 - 2007 | Amar en tiempos revueltos        | Teodoro "Teo" Cifuentes         | La 1                 | 32 episodios  |
| 2007        | Génesis: En la mente del asesino |                                 | Cuatro               | 1 episodio    |
| 2008        | LEX                              |                                 | Antena 3             | 1 episodio    |
| 2008 - 2010 | La Señora                        | Salvador González Ruiz          | La 1                 | 38 episodios  |
| 2010        | Impares                          | Roberto Alcázar                 | Antena 3             | 2 episodios   |
| 2011        | Aída                             | Julián                          | Telecinco            | 1 episodio    |
| 2012        | Hospital Central                 | Álvaro                          | Telecinco            | 1 episodio    |
| 2013        | Frágiles                         | Freddy                          | Telecinco            | 1 episodio    |
| 2014        | Los misterios de Laura           | Juan                            | La 1                 | 4 episodios   |
| 2015        | Sin identidad                    | Álex Barral                     | Antena 3             | 14 episodios  |
| 2016        | Olmos y Robles                   | Marcos San Juan                 | La 1                 | 1 episodio    |
| 2017 - 2018 | Velvet Colección                 | Rafael Cortés Vargas "El Aguja" | Movistar Plus+       | 3 episodios   |
| 2019        | La sala                          | Luis Corballán                  | Movistar Plus+       | 8 episodios   |
| 2020        | Caronte                          | Rodrigo Hernández               | Prime Video / Cuatro | 2 episodios   |
| 2020        | El Ministerio del Tiempo         | Ángel Fuensanta                 | La 1                 | 1 episodio    |
| 2020        | Antidisturbios                   | Bermejo                         | Movistar Plus+       | 6 episodios   |
| 2021        | Hierro                           | Brito                           | Movistar Plus+       | 2 episodios   |
| 2021        | Cardo                            | Nacho                           | Atresplayer          | 1 episodio    |
| 2022        | Vanda                            | Gonzalo                         | OPTO/SIC             | 8 episodios   |
| 2023 - 2024 | 4 estrellas                      | Julio Conde                     | La 1                 | 128 episodios |
| 2023        | La chica de nieve                | Álvaro Martín                   | Netflix              | 6 episodios   |
| 2023        | Las noches de Tefía              | Juan Berriel "Boncho"           | Atresplayer          | 6 episodios   |
| 2023        | El cuerpo en llamas              | Manuel "Manu" Closs             | Netflix              | 3 episodios   |
| 2025        | Matices                          | Héctor Castro                   | SkyShowtime          | 6 episodios   |

### Cortometrajes
| Año  | Título                | Personaje           |
| ---- | --------------------- | ------------------- |
| 2001 | Lluvia                | Jorge               |
| 2022 | En otra vida          | Sandro              |
| 2004 | 7 segundos            |                     |
| 2004 | El límite             |                     |
| 2007 | Un día cualquiera     | Orlando             |
| 2010 | Campo de batalla      | Capitán Republicano |
| 2013 | Hoy te amo            | Ligereza            |
| 2013 | 3665                  | Hombre errante      |
| 2016 | El adivino            | Max                 |
| 2018 | Ahora seremos felices | Daniel              |
| 2019 | Maras                 |                     |